# Ахмет (онейромант)
Ахмет, сын Сейрима (греч. Αχμέτ υιός Σειρείμ), автор работы по толкованию сновидений, Онейрокритикон Ахмета.

## История
Возможно, автор работы — не Абу Бекр Мохаммед Бен Сирин, чья работа на ту же тему до сих пор сохранилась на арабском языке в Королевской библиотеке в Париже; этот автор родился в 33 г. хиджры (653-4 г. н. э.) и умер в 110 г. х. (728-9 г. н. э.). Имена Ахмед или Ахимет и Мохаммед состоят на арабском языке из четырёх букв каждое и отличаются только первой. Автор называет себя сыном снотолкователя при дворе калифа Аль-Мамуна (царствовал в 813—833), и, таким образом, не является даже современником Ибн Сирина.
Есть много различий между работой Ахмета в той форме, в которой мы её имеем, и работой Ибн Сирина, поскольку автор первого (или переводчик), судя по внутренним свидетельствам, определённо был христианином (глава 2, 150 и т. д.). Этот труд существует только на греческом языке, или, скорее, был опубликован только на этом языке.
Работа Ахмета была переведена с греческого на латынь около 1160 года Львом Тускусом, два экземпляра этого произведения можно найти в Гасп. Бартии Адверсариа. Примерно в 1165 году она была использована Паскалисом Романом в качестве источника для его Liber thesauri occulti, латинского сборника по толкованию сновидений, который также опирается на Артемидора. Впервые она была опубликована во Франкфурте, 1577, 8vo., в латинском переводе, сделанном Леунклавием, из очень несовершенной греческой рукописи, с заголовком «Апомасарис Апотелесмата, или о значении и результатах сновидений из учения индов, персов и египтян» (Apomasaris Apotelesmata, sive de Significatis et Eventis Insomniorum, ex Indorum, Persarum, Aegyptiorumque Disciplina).
Слово «Апомасарес» является искажением имени знаменитого Альбумасара, или Абу Машара, и Леунклавий впоследствии признал свою ошибку, приписав эту работу ему. Она была опубликована на греческом и латинском языках Ригальтиусом и добавлена к его изданию Онейрокритика Артемидора, Лютец. Париж. 1603, 4to.. Некоторые греческие разночтения вставлены Якобом де Роэром в его Otium Daventriense. Она также была переведена на итальянский, французский и немецкий языки.

## Учение
Работа состоит из трёхсот четырёх глав. Автор заявляет, что основывается на трудах, написанных на ту же тему индийцами, персами и египтянами: его он якобы вдохновлялся трудами Сирбахана, толкователя снов при дворе индийского царя, Барана, служителя царя персов и Тарфана — толкователя снов египетского фараона.
Во сне высокий добрый евнух изображает ангела.

## Издания
- Clé des songes, éd. F. Drexl, Achmetis Oneirocriticon, Leipzig, Teubner, 1925.
- Introductio et fundamentum astrologiae, éd. in Catalogus Codicum astrologorum Graecorum, t. 2, 1900, p. 122—157.